# Lätt flugvikt i fristil i brottning vid olympiska sommarspelen 1984
Herrarnas brottningsturnering i fristil i viktklassen lätt flugvikt vid olympiska sommarspelen 1984 avgjordes i Anaheim Convention Center i Anaheim. 

## Medaljörer
| Klass         | Guld               | Silver               | Brons                 |
| Lätt flugvikt | Bobby Weaver · USA | Takashi Irie · Japan | Son Gab-Do · Sydkorea |

## Resultat
- TO — Vinst genom fall
- SP — Vinst genom överlägsenhet, 12-14 poängs skillnad, förloraren med poäng
- SO — Vinst genom överlägsenhet, 12-14 poängs skillnad, förloraren utan poäng
- ST — Vinst genom teknisk överlägsenhet, 15 poäng skillnad
- PP — Vinst genom poäng, förloraren med tekniska poäng
- PO — Vinst genom poäng, förloraren utan tekniska poäng
- PA — Vinst genom att motståndaren skadas
- DQ — Vinst genom förverkande
- D2 — Båda brottarna diskvalificerade på grund av passivitet  (0-0 poäng)
- DNA — Dök inte upp
- L — Förluster
- ER — Elimineringsrunda
- CP — Klassificeringspoäng
- TP — Tekniska poäng

- PA — Vinst genom att motståndaren skadats

### Elimineringsrunda

#### Pool A
| L              |                      | CP       | TP       |                      | L        |          |
| Omgång 1       | Omgång 1             | Omgång 1 | Omgång 1 | Omgång 1             | Omgång 1 | Omgång 1 |
| -------------- | -------------------- | -------- | -------- | -------------------- | -------- | -------- |
| 0              | Son Gab-Do (KOR)     | 4-0 ST   | 12-0     | Sunil Dutt (IND)     | 1        |          |
| 0              | Takashi Irie (JPN)   | 4-0 TF   | 0:37     | Kent Andersson (SWE) | 1        |          |
| Omgång 2       |                      |          |          |                      |          |          |
| 1              | Son Gab-Do (KOR)     | 1-3 PP   | 7-8      | Takashi Irie (JPN)   | 0        |          |
| 2              | Sunil Dutt (IND)     | 1-3 DC   | 0-0      | Kent Andersson (SWE) | 1        |          |
| Sista omgången |                      |          |          |                      |          |          |
|                | Takashi Irie (JPN)   | 4-0 TF   | 0:37     | Kent Andersson (SWE) |          |          |
|                | Son Gab-Do (KOR)     | 1-3 PP   | 7-8      | Takashi Irie (JPN)   |          |          |
|                | Kent Andersson (SWE) | 0-4 ST   | 0-12     | Son Gab-Do (KOR)     |          |          |

| Brottare             | L | ER | CP | Tiebreaker |
| -------------------- | - | -- | -- | ---------- |
| Takashi Irie (JPN)   | 0 | -  | 7  | 7          |
| Son Gab-Do (KOR)     | 1 | -  | 5  | 5          |
| Kent Andersson (SWE) | 1 | -  | 3  | 0          |
| Sunil Dutt (IND)     | 2 | 2  | 1  |            |

#### Pool B
| L        |                       | CP       | TP       |                       | L        |          |
| Omgång 1 | Omgång 1              | Omgång 1 | Omgång 1 | Omgång 1              | Omgång 1 | Omgång 1 |
| -------- | --------------------- | -------- | -------- | --------------------- | -------- | -------- |
|          | Reiner Heugabel (FRG) | 1-3 PP   | 4-9      | Gao Wenhe (CHN)       |          |          |
|          | Bobby Weaver (USA)    | 4-0 TF   | 2:56     | Reiner Heugabel (FRG) |          |          |
|          | Gao Wenhe (CHN)       | 0-4 ST   | 0-13     | Bobby Weaver (USA)    |          |          |

| Brottare              | L | ER | CP |   |
| --------------------- | - | -- | -- | - |
| Bobby Weaver (USA)    | 0 | -  | 0  | 8 |
| Gao Wenhe (CHN)       | 0 | -  | 0  | 3 |
| Reiner Heugabel (FRG) | 0 | -  | 0  | 1 |

### Slutkamper
|                      | CP        | TP        |                       |           |
| 5:e plats            | 5:e plats | 5:e plats | 5:e plats             | 5:e plats |
| -------------------- | --------- | --------- | --------------------- | --------- |
| Kent Andersson (SWE) | 0-3 P1    | 5:21      | Reiner Heugabel (FRG) |           |
| Bronsmatch           |           |           |                       |           |
| Son Gab-Do (KOR)     | 3-1 PP    | 13-7      | Gao Wenhe (CHN)       |           |
| Final                |           |           |                       |           |
| Takashi Irie (JPN)   | 0-4 TF    | 2:58      | Bobby Weaver (USA)    |           |